# Chen Kuan-ting
Chen Kuan-ting (* 14. Oktober 1999) ist ein taiwanischer Eishockeyspieler der seit 2015 bei den Taipei Mustangs in der Chinese Taipei Hockey League spielt.

## Karriere
Chen Kuan-ting spielt seit 2015 bei den Taipei Mustangs in der Chinese Taipei Hockey League.

### International
Im Juniorenbereich spielte Chen Kuan-ting bei den U18-Weltmeisterschaften 2016 und 2017, als er zum besten Spieler seiner Mannschaft gewählt wurde, sowie den U20-Weltmeisterschaften 2017 und 2019 jeweils in der Division III für Taiwan. 2018 spielte er in der Qualifikation zur Division II der U20-Weltmeisterschaft.
Seinen ersten Einsatz für die taiwanischen Herren hatte er bei der Weltmeisterschaft 2019 in der Division III. Auch bei den Weltmeisterschaften Weltmeisterschaft 2022 und 2023, als erstmals der Aufstieg in die Division II gelang und er die beste Plus/Minus-Bilanz des Turniers aufwies, spielte er in der Division III. Bei der Weltmeisterschaft 2024 spielte er in der Division II. Zudem vertrat er seine Farben bei den Winter-Asienspielen 2025 im chinesischen Harbin.

## Erfolge und Auszeichnungen
- 2023 Aufstieg in die Division II, Gruppe B, bei der Weltmeisterschaft der Division III, Gruppe A
- 2023 Beste Plus/Minus-Bilanz bei der Weltmeisterschaft der Division III, Gruppe A